# Live aus Bagdad
Live aus Bagdad ist ein US-amerikanisches TV-Kriegsdrama aus dem Jahr 2002 unter Regie von Mick Jackson für HBO Films. Er basiert auf dem gleichnamigen Buch von Robert Wiener, einem ehemaligen Produzenten des amerikanischen Senders CNN, der die beschriebenen Geschehnisse miterlebte. In den Hauptrollen agieren Michael Keaton und Helena Bonham Carter. Gedreht wurde hauptsächlich in Marokko.

## Handlung
Der Film erzählt darüber, wie CNN der erste Nachrichtensender wurde, der mitten im Zweiten Golfkrieg 1991 in Bagdad live vor Ort berichtete. Nach dem Einmarsch in Kuwait begibt sich der leitende Produzent Robert Wiener mit einem kleinen Fernsehteam in die irakische Hauptstadt. Gemeinsam mit Produzentin Ingrid Formanek konkurriert er mit anderen Sendern, kämpft mit altmodischen Ausrüstungen und streitet mit dem Irak über Informationen – besonders mit dem Minister Naji Al-Hadithi. Nach einigen Rückschlägen gelingt es Wieners Team, als einziges innerhalb Bagdads auf Sendung zu gehen, während amerikanische Truppen die Hauptstadt bombardieren.

## Sonstiges
Im Spielfilm scheitert das CNN-Team daran, die Brutkastenlüge zu recherchieren. Dabei handelte es sich um eine Propagandalüge, die dazu dienen sollte, in den Vereinigten Staaten mehr Unterstützung für den Krieg zu gewinnen.

## Auszeichnungen

### Emmy
- 2003:
  - Hervorragendes Casting für eine Miniserie, einen Spielfilm oder ein Special
  - Hervorragender Schnitt für eine Miniserie, einen Spielfilm oder ein Special
  - Hervorragender Soundmix für eine Miniserie, einen Spielfilm oder ein Special
- Nominierungen:
  - Beste Regie (Mick Jackson)
  - Beste Kameraführung (Ivan Strasburg)
  - Bestes Drehbuch (Robert Wiener, Richard Chapman, John Patrick Shanley)
  - Beste Hauptdarstellerin (Helena Bonham Carter).

### Golden Globe Award
- 2003
- Nominierungen:
  - Bester Fernsehfilm oder Miniserie
  - Bester Hauptdarsteller in einem Fernsehfilm oder Miniserie (Michael Keaton)
  - Beste Hauptdarstellerin in einem Fernsehfilm oder Miniserie (Helena Bonham Carter).

### Directors Guild of America Award
- 2003: Einen DGA Award in der Kategorie Outstanding Directorial Achievement in Movies for Television